# Keble College
Das Keble College ist eines der 39 Colleges der University of Oxford in England. Es liegt an der Parks Road, gegenüber dem University Museum und den Oxford University Parks. Im Norden grenzt der College-Campus an die Keble Road, im Süden an die Museum Road, und Im Westen an Blackhall Road.
Keble wurde 1870 als ein Denkmal für John Keble gegründet, einen anglikanischen Geistlichen und Mitbegründer der Oxford-Bewegung, einer katholischen Erneuerungsbewegung in der Kirche von England.
Die Campus-Gebäude wurden von William Butterfield im Stil der neugotischen Backsteinarchitektur gestaltet. In einer Seitenkapelle der College-Kapelle befindet sich das Gemälde Light of the World von Holman Hunt.
Keble ist heute eins der größeren Colleges, mit 446 Undergraduates und 361 Graduate students.